# Колин Коулман
Колин Коулман (на английски: Colleen Coleman) е ирландско-канадска писателка на произведения в жанра любовен роман и чиклит.

## Биография и творчество
Колин Коулмане родена на в Торонто, Канада. Израства в Суинфорд, Мейо, Ирландия, където семейството ѝ управлява ресторант Maple Leaf, където тя често помага. Завършва гимназия интернат в Клеърморис, където е насърчавана в творческото писане.
Над 10 години е преподавателка по английски език и философия в средни училища в Канада, САЩ, Катар, Австралия, Германия, Лондон и Кипър. Заедно с работа си опитва да пише. През 2012 г. печели читателски конкурс за неиздадени и неизвестни писатели.
Първият ѝ роман „Пожелай си звездите“ е издаден през 2017 г. Главната героиня Попи Блум завършва докторантура по психология, кандидатства за научноизследователска работа в университета, и живее с красивия си приятел Грегъри. Но когато Грегъри я напуска всичко се срива, тя е безработна и се връща при родителите си. С помощта на приятелката си Лиан и брат ѝ, започва работа в радиото като съводещ и помага на хората. Но животът винаги може да те изненада. Романът става бестселър и я прави известна.
Колин Коулман живее със семейството си в Кипър.

## Произведения
Самостоятелни романи
- Don't Stop Me Now (2017)
Пожелай си звездите, изд.: ИК „Ибис“, София (2018), прев. Вихра Манова
- Reach for the Stars (2017)
- I'm Still Standing (2017)
- One Way or Another (2018)
- For Once in My Life (2018)